# Свети Георги (Лерин)
„Свети Георги“ (на гръцки: Αγίου Γεωργίου) е православна църква в град Лерин (Флорина), Гърция. Църквата е най-старата в града и до 1912 година е катедрален храм на Мъгленската епархия на Вселенската патриаршия.

## Местоположение
Църквата е разположена южно от града, в североизточното подножие на хълма Свети Пантелеймон, на който се е намирал античният град. Находките от старото малко гробище над храма, показват гробищно използване на района през елинистическата епоха. Местността е наричана Деведжи бунак (Камилски кладенец), а може би след построяването на храма - Хаджи тепе.

## История
Църквата е построена в 1835 година при управлението на митрополит Неофит Мъгленски, който мести седалището на епархията от Емборе в Лерин. До построяването на „Свети Георги“ християните от Лерин се черкуват в съседното южно село Горно Неволяни (Скопия). Според Георгиос Модис църквата е построена без султански ферман, но с разрешение на албанския паша. Изричното условие на властите е да е извън града. Според местната традиция църквата е построена само в рамките на 35 дена през март 1835 година, за да се избегнат евентуални препятствия от страна на властимащите. Въпреки това строежът е възпрепятстван от мюсюлмански тълпи, като е ранен дори главният строител на храма - леринчанинът Бакулис. Християните протестират пред албанския паша и той възпира мюсюлманските фанатици. Керемидите са събрани от помощните помещения на християнските домове.
При основаването на Българската екзархия в 1870 година, много семейства от града се присъединяват към нея и искат службата в „Свети Георги“ да се проведе на български език. Гъркоманите реагират силно и в една неделя през 1883 година двете групи се сблъскват в църквата. Българите получават разрешение за построяване на свой храм и в началото на 1890-те години е издигнат „Свети Пантелеймон“ във Вароша. Тъй като „Свети Георги“ по същество е извън града, през 1911 година Настоятелството на гръцките училища взима решение за издигане на централна църква и намиране на място за общинско гробище. Накрая е закупен парцелът срещу „Свети Георги“ и там с помощта на емигранти в Америка е организирано гробище.
На 8 ноември 1912 година по време на Балканската война, в присъствието на гръцкия престолонаследник Константинос, митрополит Поликарп Мъгленски отслужва в „Свети Георги“ благодарствена служба за влизането на гръцките войски в града – традиция, която продължава ежегодно. След окупацията на Лерин от Гърция, седалището на Мъгленската епархия е прехвърлено в отнетата от българската община „Свети Пантелеймон“.

## Архитектура
В архитектурно отношение църквата е типичната за епохата трикорабна базилика с дървен покрив, с притвор и забележителен дърворезбован иконостас. Църквата е обновена в периода 1948 - 1950 година, като е премахнат старият открит трем на юг. В 1921 година непосредствено до храма е построена камбанария с неокласически препратки. Ктиторският надпис дава датата 23 април 1921 година и имената на ктиторите: митрополит Поликарп Мъгленски и Лерински и настоятелите П. Наум, С. Локманис, Г. Гривас, А. Хадзитасис, П. Лукидос, Т. Христидос, Й. Теодосиу и Г. Цапанос.
В двора на църквата е имало и къща за гости, в която според Димитрис Мекасис са живели йеромонасите, работилница за свещи, голям чешма, построена приблизително през 1890 г. Сградата и чешмата са съборени в 1968 година.